# Bassus boliviensis
Bassus boliviensis är en stekelart som först beskrevs av Gyöö Viktor Szépligeti 1908.  Bassus boliviensis ingår i släktet Bassus och familjen bracksteklar. Inga underarter finns listade.